# California Department of Corrections and Rehabilitation

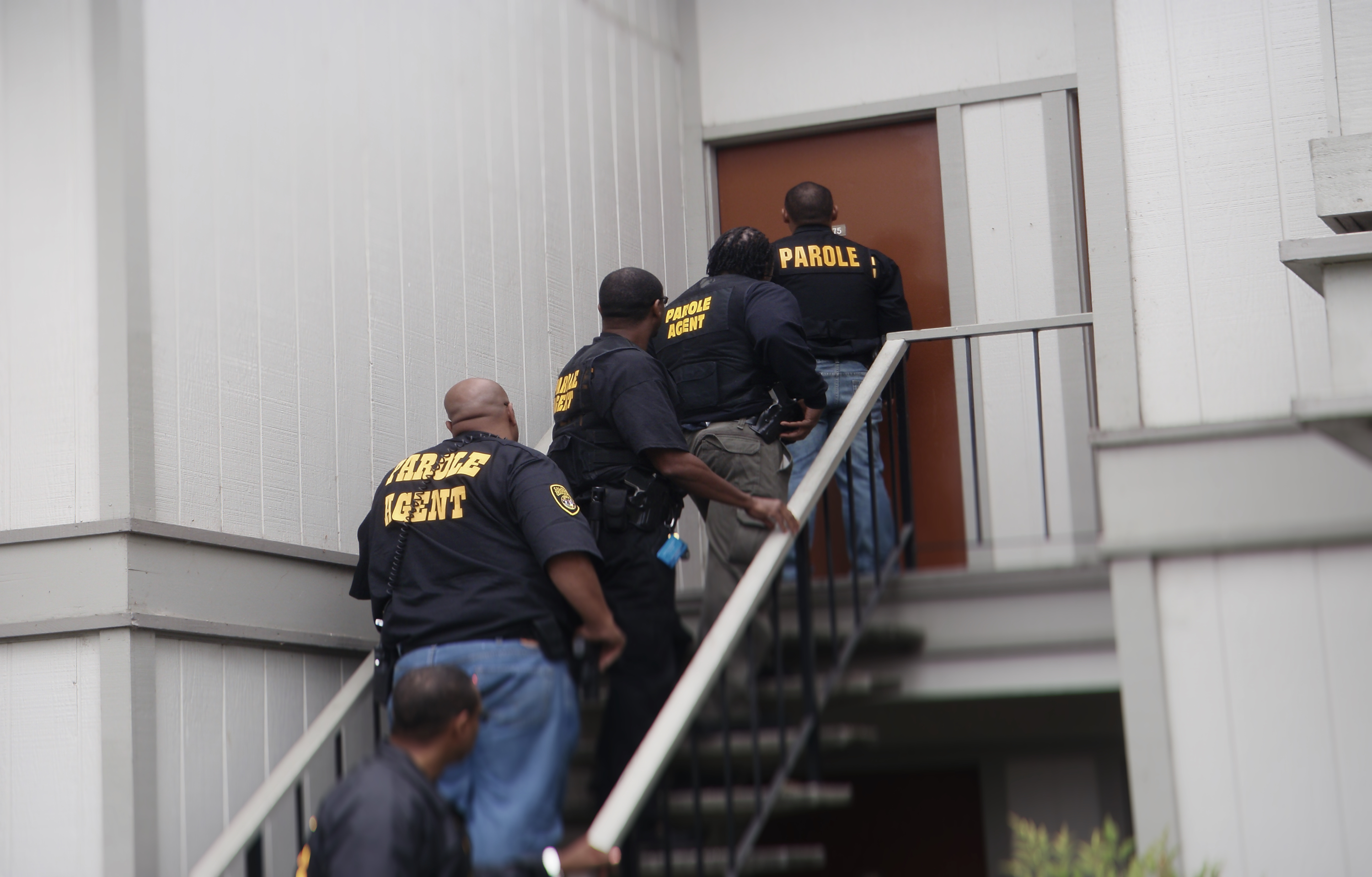
CDCR-poliser, med ansvarsområde för villkorlig frigivning, i aktion i augusti 2010.

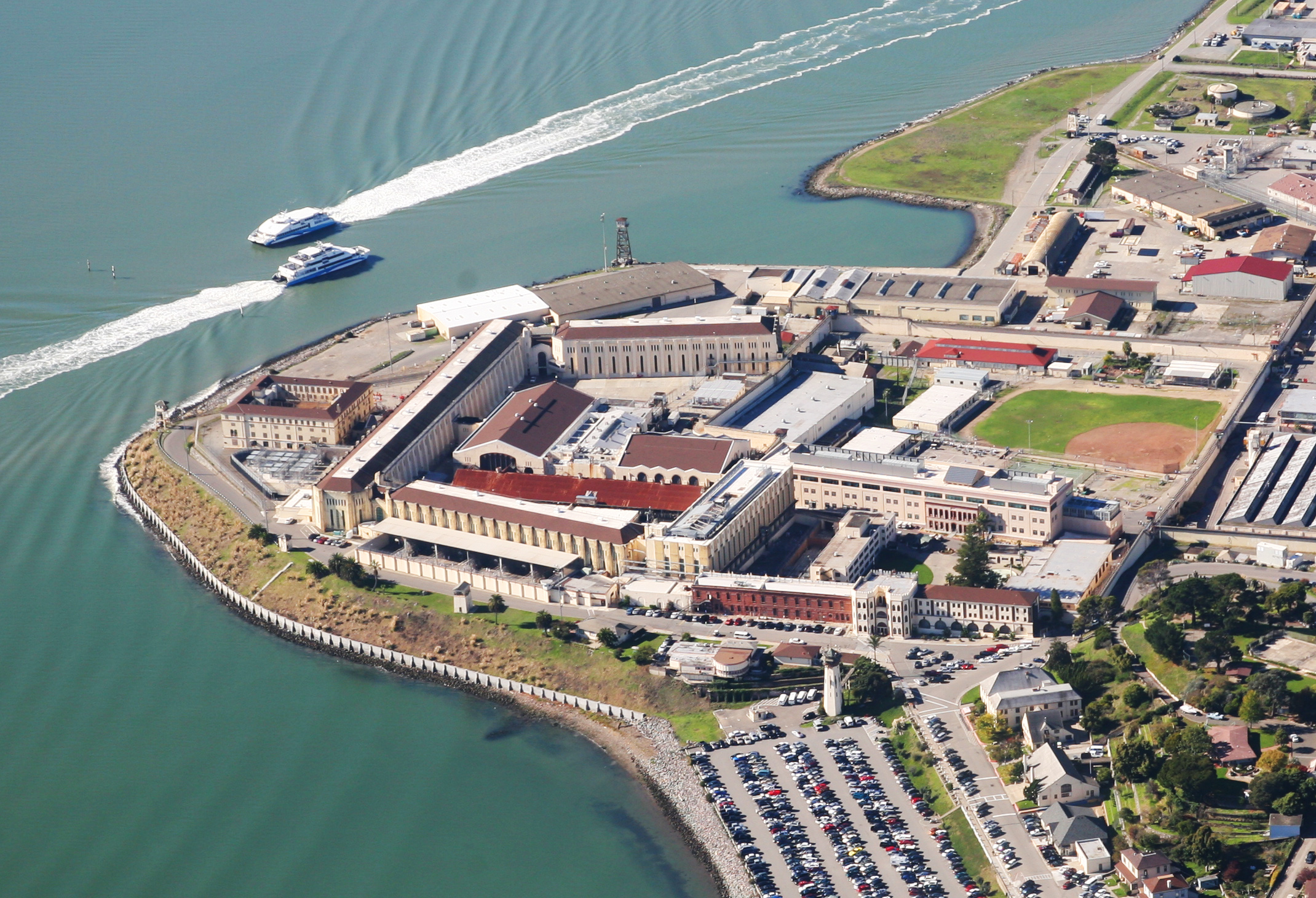
Mansfängelset San Quentin i november 2010.

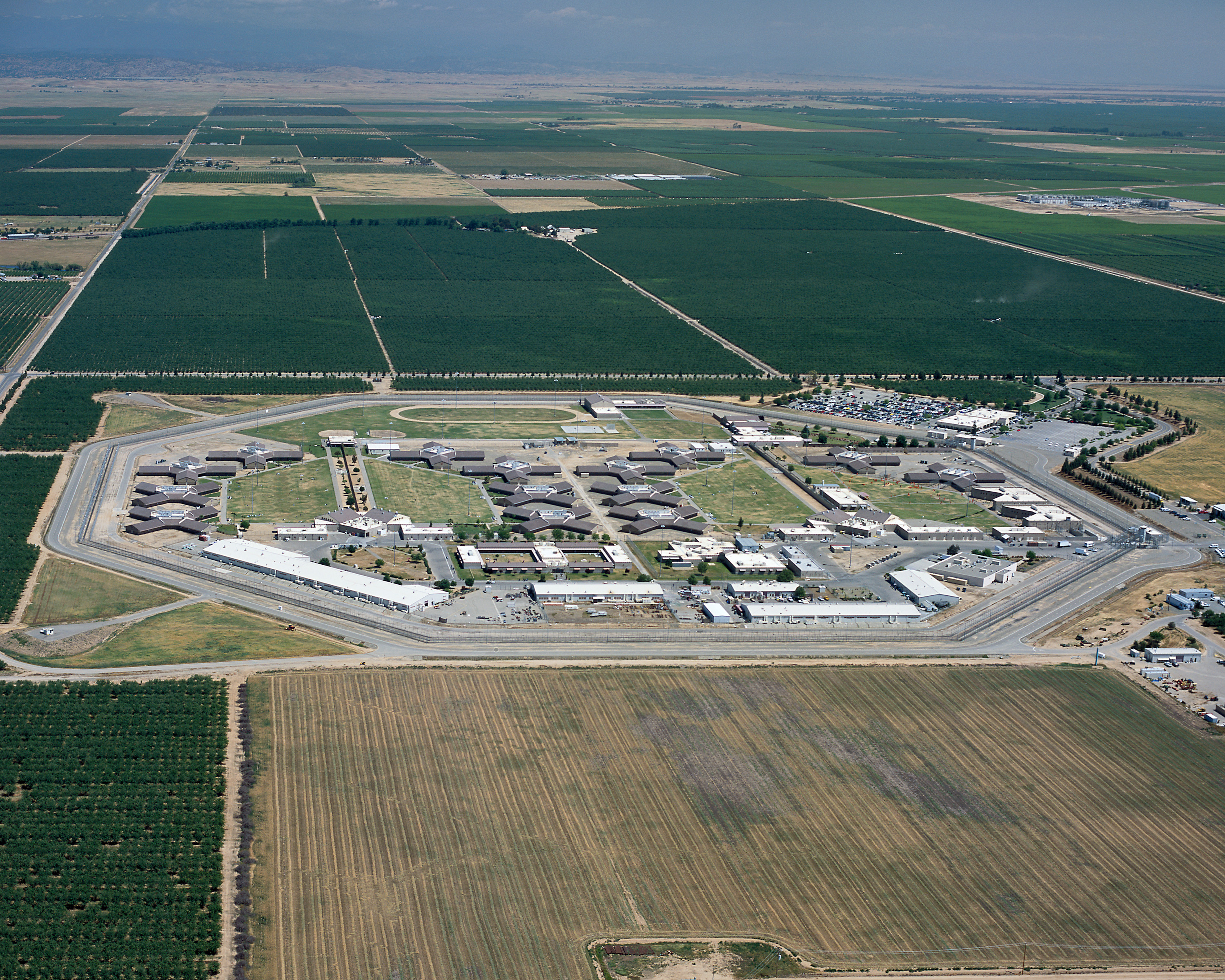
Kvinnofängelset Central California Women's Facility, okänt år.

California Department of Corrections and Rehabilitation (CDCR), tidigare California Department of Corrections (CDC), är en amerikansk delstatlig myndighet vars syfte är att bedriva kriminalvård och förebygga återfall i brott inom delstaten Kalifornien. Myndigheten ska även äga, driva och förvalta delstatliga fängelser och andra kriminalvårdsinrättningar.
CDCR har också ansvar för att förvara dödsdömda och verkställa dödsstraff. Det är dock pausad av Kaliforniens guvernör Gavin Newsom (D) sedan 2019.

## Historik
Myndigheten inrättades den 1 juli 1944 som California Department of Corrections (CDC). År 2004 beslutade Kaliforniens guvernör Arnold Schwarzenegger (R) och dennes delstatsregering att myndigheten skulle ändra namn till det nuvarande. Namnändringen trädde kraft den 1 juli 2005.

## Lista över fängelser

### Nuvarande
| - Avenal State Prison - California Correctional Center (under avveckling) - California Correctional Institution - California Health Care Facility - California Institution for Men - California Institution for Women - California Medical Facility - California Men's Colony - California Rehabilitation Center - California State Prison, Corcoran - California State Prison, Los Angeles County - California State Prison, Sacramento | - California State Prison, Solano - California Substance Abuse Treatment Facility and State Prison, Corcoran - Calipatria State Prison - Centinela State Prison - Central California Women's Facility (dödsstraff) - Chuckawalla Valley State Prison - Correctional Training Facility - Folsom State Prison - Folsom Women's Facility - High Desert State Prison - Ironwood State Prison | - Kern Valley State Prison - Mule Creek State Prison - North Kern State Prison - Pelican Bay State Prison - Pleasant Valley State Prison - Richard J. Donovan Correctional Facility - Salinas Valley State Prison - San Quentin (dödsstraff) - Sierra Conservation Center - Valley State Prison - Wasco State Prison |

### Tidigare

#### Delstatliga
| - Deuel Vocational Institution - Eagle Mountain Community Correctional Facility - Valley State Prison for Women |

#### Privatägda
CDCR har brottats länge med att få bukt på överbefolkningen i delstatens fängelser och har tidigare hyrt fängelseplatser på privatägda fängelser i andra delstater.
| - Florence Correctional Facility (Arizona) - La Palma Correctional Facility (Arizona) - North Fork Correctional Facility (Oklahoma) - North Lake Correctional Facility (Michigan) | - Red Rock Correctional Center (Arizona) - Tallahatchie County Correctional Facility (Mississippi) - West Tennessee Detention Facility (Tennessee) |